# Hawker Audax
Die Audax war ein Armee-Kooperationsflugzeug der britischen Luftwaffe (Royal Air Force) der 1930er-Jahre. Die Maschine war ein offener Zweisitzer und als Metallkonstruktion mit Stoffbespannung ausgeführt.

## Geschichte
Nach der Spezifikation 7/31 aus der Hawker Hart entwickelt und damit ein „klassischer“ Doppeldecker mit starrem Fahrwerk, flog der Prototyp (K1438) 1931 erstmals, und am 29. Dezember des gleichen Jahres wurde die erste Serienmaschine ausgeliefert. Die kurze Entwicklungszeit lässt sich mit der weitgehenden Baugleichheit der Audax mit der Hart erklären, von der sie sich nur durch einige Spezialausrüstungen unterschied. Bis 1935 wurden 650 Exemplare gebaut. Im Februar 1932 wurde die erste Audax-Staffel einsatzbereit.
Ergänzt wurde das Muster durch die Hawker Hardy, eine vielseitiger ausgerüstete und etwas stärker motorisierte, aber ansonsten weitgehend gleiche Maschine.
Die Audax wurde zu Beginn des Zweiten Weltkrieges von der Westland Lysander abgelöst und diente danach hauptsächlich als Trainer und Schleppflugzeug. In Afrika und 1941 im Irak wurden aber Audax auch noch bei Kampfhandlungen eingesetzt.

## Produktion
Die Hawker Audax wurde von vier Unternehmen (Hawker, Kingston; Gloster, Hucclecote; Avro, Chaddarton; Bristol, Filton) in Serie gebaut.
Abnahme der Hawker Audax durch die RAF:
| Hersteller | Version | 1931 | 1932 | 1933 | 1934 | 1935 | 1936 | 1937 | Summe |
| ---------- | ------- | ---- | ---- | ---- | ---- | ---- | ---- | ---- | ----- |
| Hawker     | Mk.I    | 9    | 31   | 113  | 21   | 2    |      |      | 176   |
| Gloster    | Mk.I    |      |      |      | 26   |      |      |      | 26    |
| Avro       | Mk.I    |      |      |      |      |      | 219  | 18   | 237   |
| Bristol    | Mk.I    |      |      |      |      |      | 141  |      | 141   |
| Gloster    | India   |      |      |      |      | 25   |      |      | 25    |
| Avro       | India   |      |      |      |      |      | 25   | 25   | 50    |
| Summe      |         | 9    | 31   | 113  | 47   | 27   | 385  | 43   | 655   |

Ab 1935 wurden 34 Exemplare der Audax an die irakische Luftwaffe geliefert. Dort flog sie unter dem Namen „Nisr“. Persien erhielt 1934 und 1935 insgesamt 56 Audax. Die Produktion für Ägypten belief sich auf 24 Flugzeuge. Davon wurden sechs im Jahre 1937 und 18 im Jahre 1938 geliefert. Für Südafrika baute Hawker vier Audax mit dem Rolls-Royce Kestrel VFP (608 PS). Dort wurde das Flugzeug unter dem Namen „Hartbees“ in 65 Exemplaren in Lizenz bei „Aircraft and Artillery Depot“ in Roberts Heights gebaut. Weitere 10 Flugzeuge wurden ab 1939 von der Iranian Aircraft Factory in Teheran in Lizenz gebaut. Die Produktion belief sich damit auf 848 Flugzeuge.

## Technische Daten
| Kenngröße             | Daten                                                                                                 |
| --------------------- | --- |
| Besatzung             | 2 |
| Antrieb               | ein 12-Zylinder-V-Motor Rolls-Royce Kestrel IB mit 530 PS (390 kW) oder derated X mit 520 PS (382 kW) |
| Länge                 | 9,02 m                                                                                                |
| Spannweite            | 11,35 m                                                                                               |
| Höhe                  | 3,18 m                                                                                                |
| Flügelfläche          | 32,33 m²                                                                                              |
| Leermasse             | 1335 kg                                                                                               |
| Startmasse            | 1985 kg                                                                                               |
| Höchstgeschwindigkeit | 274 km/h in 725 m Höhe 253 km/h in 4000 m Höhe                                                        |
| Steigzeit             | 2,5 min auf 725 m Höhe 8,6 min auf 3000 m Höhe                                                        |
| Flugdauer             | 3:35 h                                                                                                |
| Gipfelhöhe            | 6400 m                                                                                                |
| Bewaffnung            | ein 7,7-mm-MG Vickers starr vorn ein 7,7-mm-MG Lewis beweglich hinten                                 |